# Idioscopus virescens
Idioscopus virescens är en insektsart som beskrevs av Chandrasekhara A. Viraktamath 1979. Idioscopus virescens ingår i släktet Idioscopus och familjen dvärgstritar. Inga underarter finns listade i Catalogue of Life.